# Bulbophyllum
Bulbophyllum — рід однодольних квіткових рослин родини орхідні (Orchidaceae). Це найбільший рід у родині орхідних і один із найбільших родів квіткових рослин із понад 2000 видів, за чисельністю яких перевершує лише астрагал.

## Поширення
Пантропічний рід. Поширений в Австралії, Південно-Східній Азії, Індії, Мадагаскарі, Африці та в тропічній частині Центральної та Південної Америки. Найбільшого різномаїття сягає в Новій Гвінеї, де росте понад 600 видів.

## Опис
Рід включає, за деякими винятками, епіфітні види, з симподіальним ростом, забезпечені овальними або кулястими псевдобульбами, з одним, іноді двома або трьома листками на їхній верхівці. Як і в усіх Orchidaceae, квітки трипелюсткові, зигоморфні. Одна з пелюсток видозмінена в лабеллум, зовнішній вигляд якого діє як приманка для комах-запилювачів. Характерно, що суцвіття розвивається біля основи псевдобульби, що дозволяє відрізнити від роду Dendrobium. Обидва роди в іншому дуже схожі, у них суцвіття розвиваються з боків або на верхівці псевдобульби. Стовпчик, орган, в якому розташовані чоловіча (поліній) і жіноча (приймочка) частини, має колінчасту ніжку, до якої прикріплюється лабеллум. Результатом цієї конформації є помітна рухливість самого лабеллума, який вібрує з кожним подихом вітру, залучаючи комах-запилювачів.